# Bernardia heteropilosa
Bernardia heteropilosa är en törelväxtart som beskrevs av Mcvaugh. Bernardia heteropilosa ingår i släktet Bernardia och familjen törelväxter. Inga underarter finns listade i Catalogue of Life.